# 1881 no beisebol

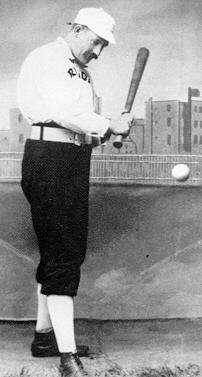
Dan Brouthers, líder em home runs em 1881, com 8.

Esta é uma lista de eventos no mundo do beisebol durante o ano de 1881.

## Campeões
- National League: Chicago White Stockings

Eastern Championship Association:  New York Metropolitans
Inter-league playoff:  New York Mets (ECA) bateu o Chicago (NL), 2 jogos a 1.

## National League - Times e aproveitamento
| Time                    | Vitórias | Derrotas |
| ----------------------- | -------- | -------- |
| Chicago White Stockings | 56       | 28       |
| Providence Grays        | 47       | 37       |
| Buffalo Bisons          | 45       | 38       |
| Detroit Wolverines      | 41       | 43       |
| Troy Trojans            | 39       | 45       |
| Boston Red Caps         | 38       | 45       |
| Cleveland Blues         | 36       | 48       |
| Worcester Worcesters    | 32       | 50       |

## Líderes
| National League |                    |             |                 |    |  |
| Tipo            | Nome               | Estatística |                 |    |  |
| AVG             | Cap Anson CHC      | 39,9%       |                 |    |  |
| HR              | Dan Brouthers BUF  | 8           |                 |    |  |
| RBI             | Cap Anson CHC      | 82          |                 |    |  |
| Vitórias        | Larry Corcoran CHC | 31          | Jim Whitney BSN | 31 |  |
| ERA             | Stump Wiedman DTN  | 1.80        |                 |    |  |
| Strikeouts      | George Derby DTN   | 212         |                 |    |  |

## Nascimentos

### Janeiro–Abril
- 21 de janeiro – Arch McCarthy
- 22 de janeiro – Ira Thomas
- 2 de fevereiro – Orval Overall
- 7 de fevereiro – Dave Williams
- 27 de fevereiro – Walter Moser
- 28 de fevereiro – Terry Turner
- 1º de março – Al Shaw
- 23 de março – Gavvy Cravath
- 12 de abril – Harry Ostdiek
- 22 de abril – Neal Ball

### Maio–Agosto
- 14 de maio – Ed Walsh
- 28 de maio – King Brady
- 5 de junho – Beany Jacobson
- 17 de junho – Claude Rossman
- 6 de julho – Walter Carlisle
- 6 de julho – Roy Hartzell
- 18 de julho – Larry McLean
- 21 de julho – Johnny Evers
- 31 de julho – Bob Unglaub
- 22 de agosto – Howie Camnitz
- 28 de agosto – Dode Paskert

### Setembro–Dezembro
- 9 de setembro 9 – Harry Cross
- 10 de setembro – Tony Tonneman
- 18 de outubro – Hans Lobert
- 10 de novembro – Jack Hoey
- 20 de dezembro – Branch Rickey

## Mortes
- 6 de fevereiro – Ham Allen, 34, rebateu média de 27,3% com o Middletown Mansfields de 1872.
- 1º de março – Hugh Campbell, 34?, arremessador no Elizabeth Resolutes em 1873.
- 11 de abril – John McMullin, 32?, campista externo na National Association de 1871–1875 que rebateu média de 34,6% para o Philadelphia Athletics de 1874.
- 21 de abril – Josh Snyder, 37, campista esquerdo pelo Brooklyn Eckfords de 1872.
- 21 de abril – James Sumner, 29, umpire na National league de 1876 até 1878.
- 10 de maio – Fraley Rogers, 30?, campista externo pelo Boston Red Stockings de 1872–1873.
- 13 de maio – Mort Rogers, ?, umpire na National Association de 1871 to 1872.
- 11 de julho – Steve Dignan, 22, jogou 11 partidas por dois times em 1880.
- 7 de setembro – Red Woodhead, 30, terceira base pelo Syracuse Stars de 1879.
- 12 de setembro – Chub Sullivan, 25, primeira base que jogou de 1877–1880.
- 7 de outubro – Mike Brannock, 29, jogou partes de duas temporadas com o Chicago White Stockings nos anos  1870s.
- 11 de novembro – Clipper Flynn, 32, rebateu média de 33,8% em sua única temporada completa em 1871.